# Сијетл кракен
Сијетл кракен је професионални хокејашки клуб из Сијетла основан 2021. У Националној хокејашкој лиги (НХЛ) је почео да наступа од сезоне 2021/22. у Пацифичкој дивизији Западне конференције. Тим је у власништву Сијетл хокеј партнерса и играће своје домаће утакмице у Арени „Клајмет плеџ”, некадашњој дугогодишњој дворани између осталих и Сијетл суперсоникса.
Надимак су добили по англосаксонском митском створењу кракену.

## Оснивање
У децембру 2018. године НХЛ је одобрила проширење лиге додавањем новог тима у Сијетлу. Како је предвиђено да нови тим почне да игра од сезоне 2021/22 у Пацифичкој дивизији Западне конференције, како би свака дивизија имала по 8 тимова, Аризона којотси су пребачени из пацифичке дивизије у централну дивизију.

## Плејоф 2022/23
У сезони 2022/23. су први пут наступали у плејофу, а противник им је био бранилац титуле Колорадо аваланч. Победом од 2:1 у седмој утакмици су постали први дебитант у плејофу који је победио браниоца титуле.